# Provincia delle Midland
La provincia delle Midland (in inglese Midlands Province) è una delle 10 province dello Zimbabwe. Ha un'area di circa 49.166 Km² e una popolazione di 1.811.905 abitanti (2022) ed è composta di numerose etnie come gli Shona, gli Ndebele, gli Tswana, gli Sotho, e i Chewa e parla le corrispettive lingue.
La capitale della provincia è Gweru, che è anche la 3° città più grande dello Zimbabwe. Una città molto importante lo è anche Kwekwe, casa di molte industrie manifatturiere e miniere e del Sable Chemicals Trust.

## Demografia
| Censimento | Popolazione |
| ---------- | ----------- |
| 2002       | 1.463.993   |
| 2012       | 1.614.941   |
| 2022       | 1.811.905   |

## Geografia
La provincia è principalmente collinare e temperata, come la regione del Highveldt in Sudafrica.

### Suddivisioni amministrative
La provincia è divisa in 8 distretti:
- Chirumhanzu
- Gokwe meridionale
- Gokwe settentrionale
- Gweru
- Kwekwe
- Mberengwa
- Shurugwi
- Zvishavane